# Bettwanze
Die Bettwanze (Cimex lectularius), auch Hauswanze, ist eine Wanze aus der Familie der Plattwanzen (Cimicidae). Diese sind darauf spezialisiert, in den Schlafplätzen von endothermen (warmblütigen) Lebewesen – vor allem Menschen – zu leben und sich von deren Blut zu ernähren. Bettwanzen sind Zivilisationsfolger und gelten als klassische Parasiten. Das mit typischen Hauterscheinungen und Symptomen einhergehende Krankheitsbild, das durch den Biss von Bettwanzen hervorgerufen wird, bezeichnet man als Cimikose.
Die Gattung Cimex enthält 16 Arten. Als zweite Art ernährt sich Cimex hemipterus, welche vorwiegend in den Tropen vorkommt, ebenfalls von menschlichem Blut.

## Merkmale
Die erwachsenen Tiere sind anfänglich papierdünn und erreichen Körperlängen zwischen 3,8 und 5,5 Millimeter, im vollgesogenen Zustand bis zu 9 Millimeter. Die Wanzen sind behaart und von rotbrauner Farbe. Die Hinterflügel fehlen völlig; die Vorderflügel sind zu kleinen Schuppen zurückgebildet. Der Halsschild ist vorne halbkreisförmig ausgeschnitten. Die Facettenaugen sind sehr klein, Punktaugen (Ocellen) fehlen. Durch ihren flachen Körperbau gelangen sie besonders gut in enge Zwischenräume, wo sie sich vor Lichteinstrahlungen zurückziehen.
Bettwanzen haben eine durchschnittliche Lebenserwartung von 6 bis 12 Monaten.

## Verbreitung und Lebensräume
Die Bettwanze ist ein Kosmopolit. Sie ist im Norden bis etwas über den 65. Breitengrad beheimatet. In den Alpen kann sie bis auf fast 2000 m vorkommen. Da Cimex hemipterus inzwischen auch in Moskau und Sankt Petersburg nachgewiesen worden ist, erscheint ein Vorkommen auch dieser Art in Mitteleuropa inzwischen denkbar.
Bettwanzen sind weitgehend an den Menschen und die ihn umgebenden Tiere gebunden. Sie leben in menschlichen Ansiedlungen, vor allem in Wohnungen, seltener auch in Ställen. Daneben kommen sie, an Fledermäusen als Wirt, in Höhlen vor.

## Lebensweise

### Ernährung
Bettwanzen sind Blutsauger. Sie sind nachtaktiv. Sie halten sich tagsüber in trockenen, spaltenförmigen Verstecken auf. Mittels Geruchsstoffen (Aggregationspheromone), die den Wehrdrüsen entstammen, locken sie sich gegenseitig an und bilden größere Ansammlungen. Erwachsene Tiere sind unempfindlich gegen Kälte und können bis zu 40 Wochen ohne Nahrung auskommen. Sie erzeugen bei Beunruhigung einen süßen Geruch, der als Alarm-Pheromon ein fluchtartiges Zerstreuen der Wanzenansammlungen bewirkt. Die Wanze benötigt bis zu zehn Minuten, um ihre Nahrung aufzunehmen, deren Menge das Siebenfache des Ausgangsgewichts des Insekts erreichen kann.
Da alle Arten der Gattung Cimex an Fledermäusen vorkommen können und die meisten auf diese spezialisiert sind, gelten Fledermäuse als der primäre Wirt der Bettwanze. Es wird vermutet, dass sie schon in der Steinzeit auf den Menschen als neuen Wirt übergegangen sind. Während Bettwanzen an menschlichen Wirten weltweit auftreten, sind sie bei Fledermauswirten auf die Alte Welt beschränkt. Experimentell, im Labor, lassen sich Bettwanzen mit Blut zahlreicher Säugetier- und Vogelarten züchten, darunter etwa auch Labormäuse, Kaninchen und Meerschweinchen. An diesen treten sie aber im Freiland nicht auf. Heute treten Bettwanzen außer bei Menschen und Fledermäusen an verschiedenen Vogelarten auf, die entweder in Gebäuden nisten oder vom Menschen gehalten werden; darunter verbreitet in Geflügelhaltungsbetrieben, von wo aus sie sekundär wieder auf den Menschen übergehen können. Wildlebende Vögel mit nachgewiesenen Bettwanzen-Vorkommen sind etwa Haussperlinge. An Tauben und verwilderten Stadttauben, die oft in Häusern nisten, kommt die nahe verwandte und morphologisch sehr ähnliche Taubenwanze (Cimex columbarius) vor, aber, soweit bekannt, keine Bettwanzen. Bettwanze und Taubenwanze lassen sich vor allem anhand des Verhältnisses von Kopfbreite zur Länge des ersten Antennensegments, meist nur von Spezialisten, voneinander unterscheiden.

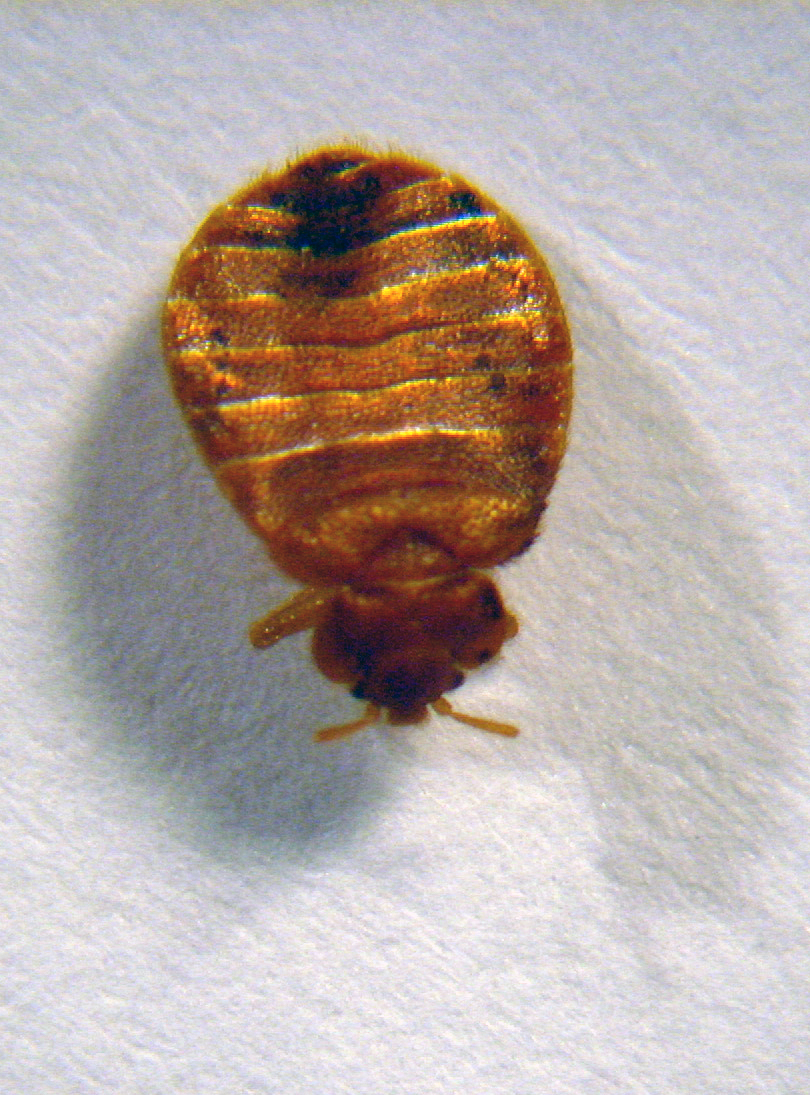
Bettwanze in hungrigem Zustand
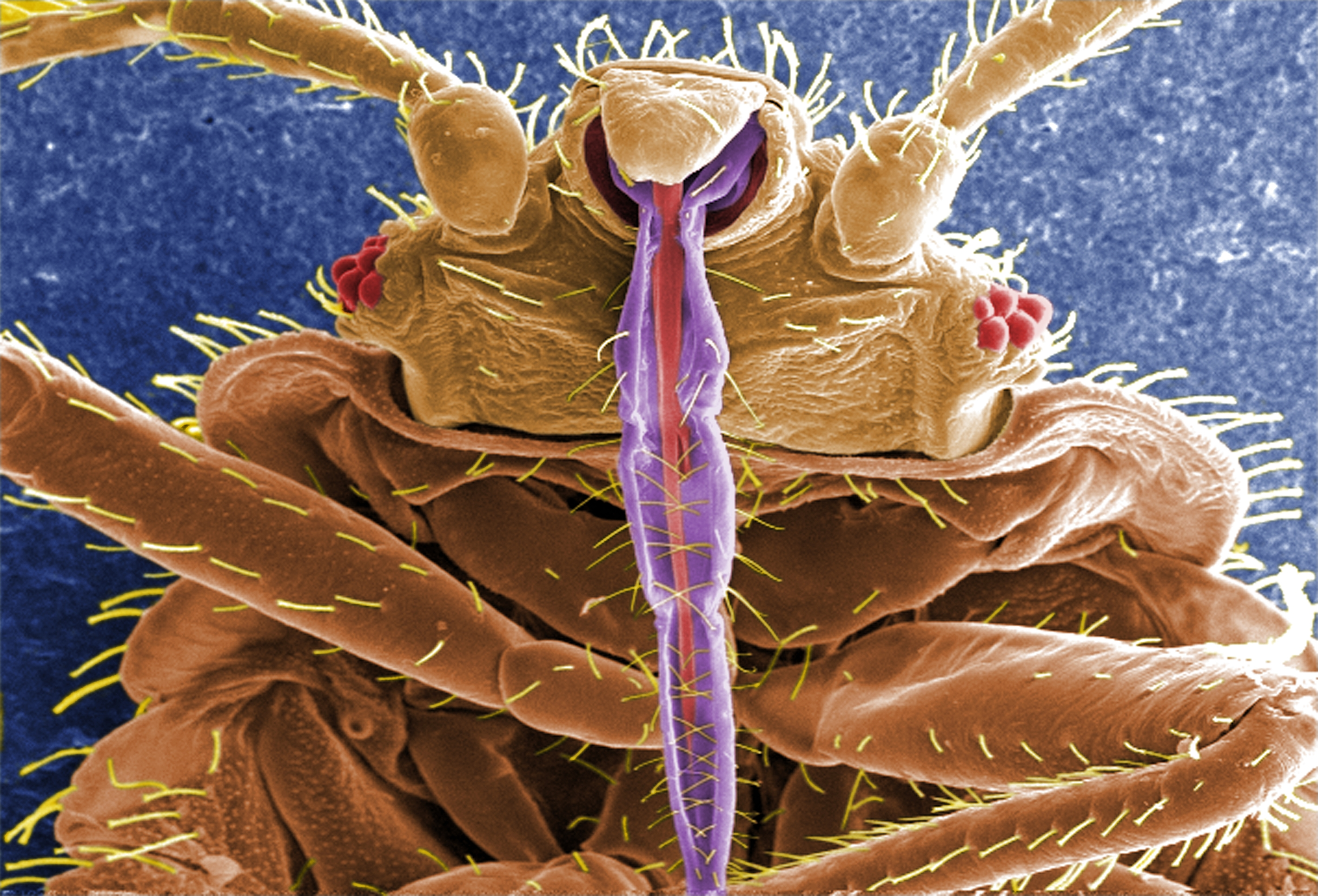
Stich- und Saugrüssel der Bettwanze (REM-Aufnahme, digital eingefärbt)
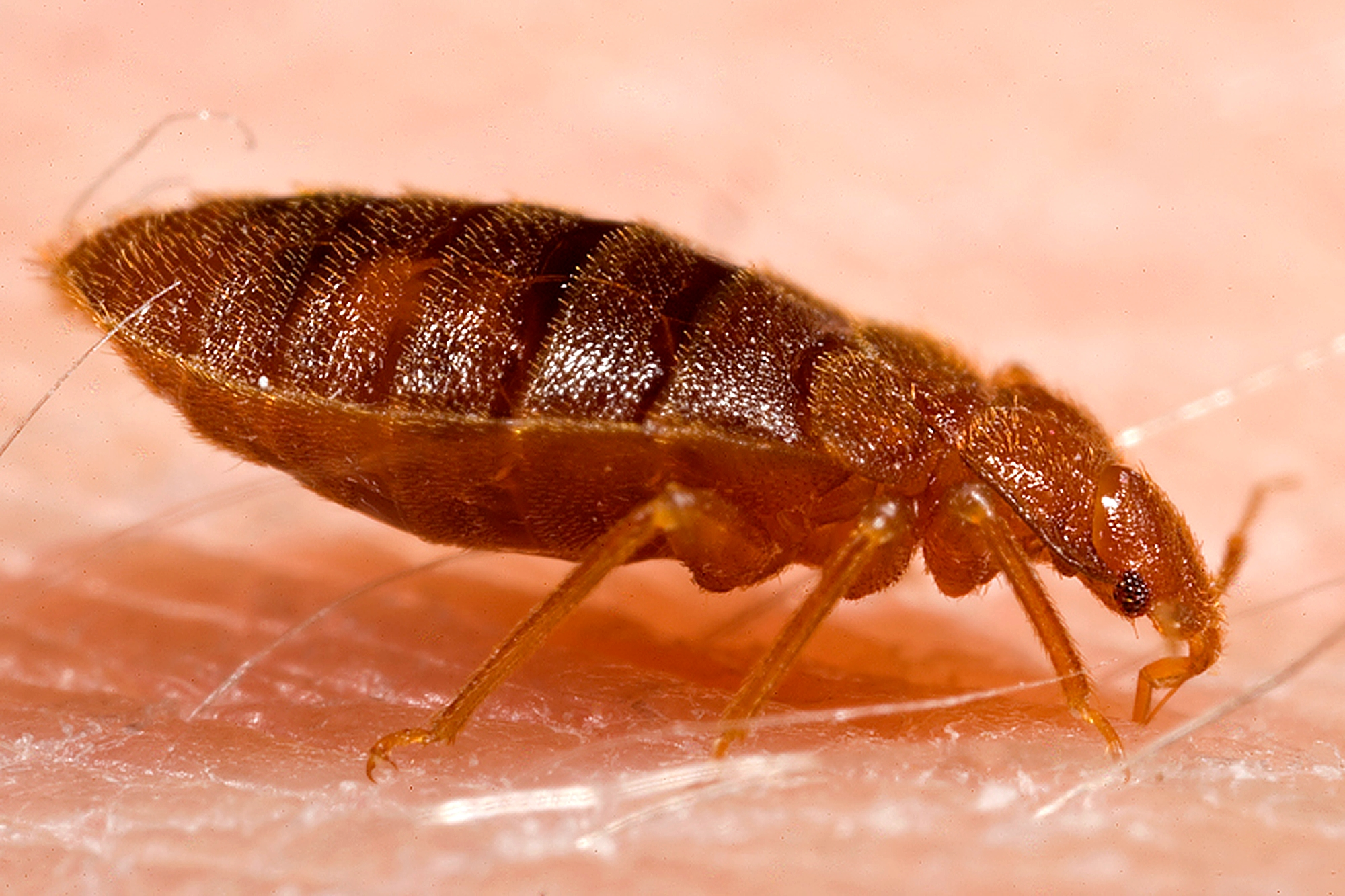
Bettwanze auf menschlicher Haut bei einer Blutmahlzeit

### Fortpflanzung
Wie bei allen Arten der Familie Plattwanzen erfolgt die Paarung der Bettwanzen in außergewöhnlicher Weise. Das Weibchen wird gewissermaßen vom Männchen überfallen, wobei es von rechts hinten an das Weibchen herankriecht und es sofort begattet, indem es einfach die Körperwand durchbohrt. Ein vorheriges Werbeverhalten wurde bislang nicht beobachtet.

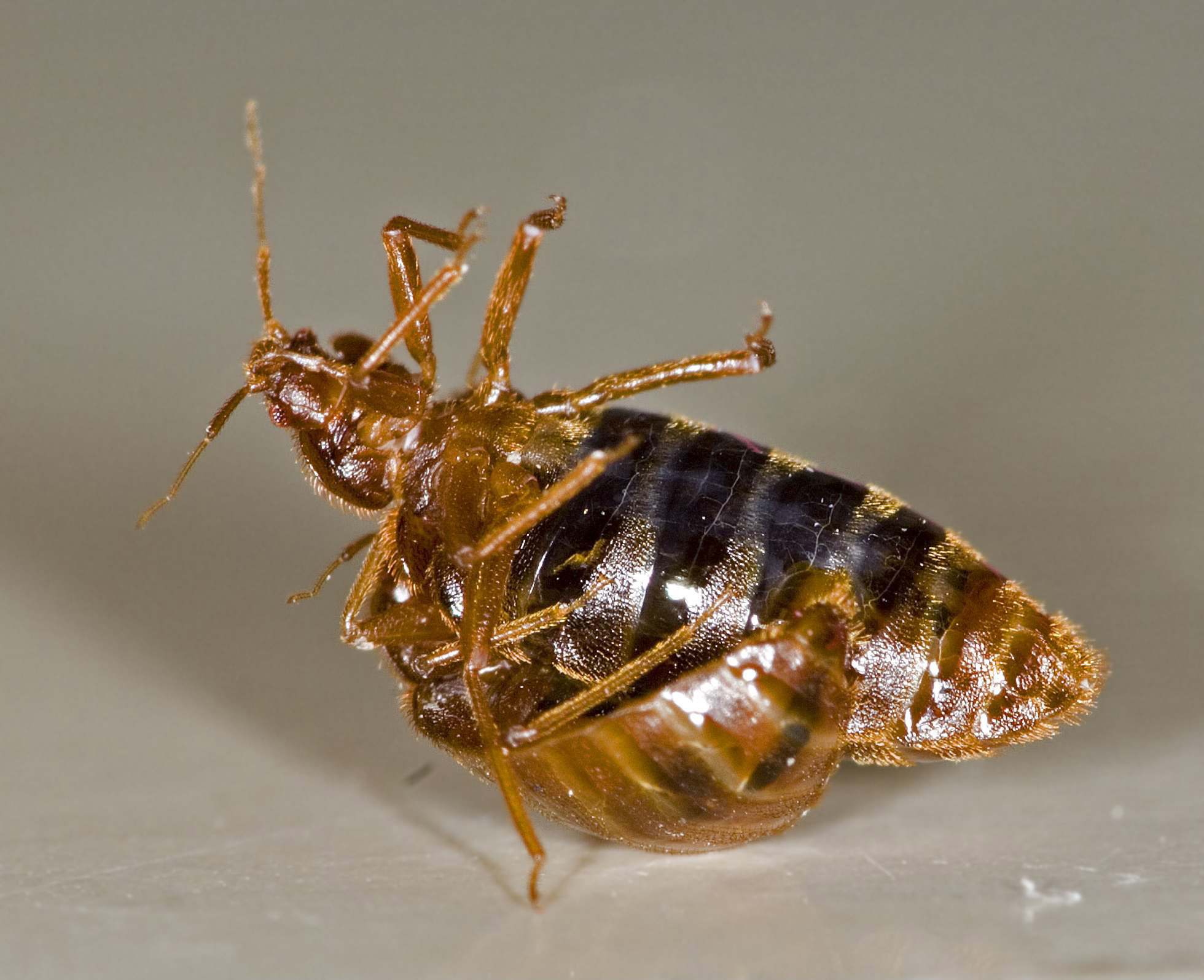
Traumatische Insemination bei Cimex lectularius

Die Weibchen der Bettwanzen verfügen wie alle Plattwanzen auf der Bauchseite unter der Haut über ein spezielles Organ ohne Öffnung nach außen, das Ribagasche Organ (englisch spermalege). Dieses taschenförmige, von außen als kleine Schwellung sichtbare Organ liegt zwischen dem 4. und 5. Sternit und dient während der Begattung allein der Spermienaufnahme und nicht als eine Geschlechtsöffnung. Die Männchen, in der Regel zielgeführt durch dieses weibliche Organ, stechen mit einem nadelförmigen Kopulationsorgan, einem umgebildeten Paramer, die Körperwand des Weibchens an dieser Stelle durch, sie führen dann über den Aedeagus die Spermien in die Tasche ein. Ein derartiger Begattungsablauf, der bei anderen Tierarten auch mit einem Durchstechen der Weibchenhaut an beliebiger Stelle des Abdomens verbunden ist, wird als „traumatische Insemination“ bezeichnet.
Anschließend gelangen die Spermien über die Hämolymphe der Leibeshöhle zunächst in das Spermienspeicherorgan, das – anders als bei anderen Insekten – kein Receptaculum seminis ist. Dieses Organ befindet sich nahe der Ovarien. Die Spermien befruchten – auch ungewöhnlich für Insekten – die Eier im Ovar. Jedes Weibchen legt durch eine Geschlechtsöffnung, die allein für die Eiablage benutzt wird, etwa ein bis zwölf Eier täglich und während seiner Lebenszeit etwa 200, die höchste bisher festgestellte Zahl war 541. Die Eier werden auf raue Oberflächen an Raststellen der Tiere, also an versteckten Orten wie beispielsweise in Möbelritzen, hinter Bildern, Tapeten, in Steckdosen, an Kleidung oder Gardinen, in Bettgestellen, Matratzen oder deren Nähten, geklebt und enthalten bei der Ablage bereits mehr oder weniger weit entwickelte Embryonen. Aus den Eiern schlüpfen innerhalb von 7 Tagen (bei 25 °C) die Larven, die sich in etwa fünf Wochen über fünf Stadien zum adulten Insekt entwickeln. Die Larve der Bettwanze ist dem erwachsenen Tier sehr ähnlich, jedoch etwas gelblicher. Die Larven müssen in jedem der fünf Entwicklungsstadien mindestens einmal Blut saugen. Das Wärmebedürfnis ist vergleichsweise hoch, unter 13 bis 15 °C findet keine Entwicklung mehr statt.

## Geschichte
Man vermutet, dass die Bettwanze ursprünglich aus Asien stammt, oder auch aus Höhlen des Nahen Ostens, in denen sich damals zugleich sowohl Menschen wie auch Fledertiere aufhielten. Zusammen mit den Menschen hat sie von dort aus die Welt besiedelt. Die Bettwanze ist seit dem Altertum im Mittelmeerraum bekannt. Ins Innere Europas gelangte sie erst, als die Menschen sich Wohnungen zu bauen begannen, in denen Temperatur und Luftfeuchtigkeit wanzengerecht waren. Dies geschah erst im 17. Jahrhundert. Seitdem hat sich die Bettwanze stark verbreitet. Als der angesehene schottische Historiker und Essayist Thomas Carlyle und seine Ehefrau Jane Welsh Carlyle 1834 in London ein neues Haus bezogen, hielt Jane Carlyle fest, dass ihr Haus unter all ihren Bekannten das einzige sei, das frei von Bettwanzen sei. Dutzende weiterer derartiger historischer Anekdoten finden sich in den Übersichten von Boynton (1963), Reinhardt (2014) und Reinhardt (2018).

## Interaktion mit Menschen
Bettwanzen nähern sich Menschen suchend mit ausgestreckten Antennen. Zum Stich wird der Stechrüssel vorgeklappt, so dass er im 90-Grad-Winkel vom Körper absteht. Die Wanze hält sich mit den Vorderbeinen an der Haut fest und bohrt den Rüssel ein. Die Stechborsten werden aus Mandibeln und Maxillen gebildet, das Labium, das sie in Ruhestellung einhüllt, wird beim Stechakt weggeklappt. Die Spitzen der Mandibeln sind gezähnt, sie verankern die Stechborsten und ziehen diese durch alternierende (abwechselnde) Bewegung in die Haut, bis ein Blutgefäß erreicht ist. Die Maxillen werden in den Stichkanal nachgezogen, nur diese werden in das Blutgefäß eingeführt. Die Stechborsten bilden ein Rohr mit zwei Kanälen, einem Nahrungsrohr für das Blut und einem Speichelrohr, durch das Speichel abgegeben wird, der gerinnungshemmend und betäubend wirkt. Der Stich der Bettwanzen ist schmerzlos und wird vom Wirt in der Regel nicht bemerkt. Werden die Wanzen beim Saugakt gestört, ziehen sie sich schnell zurück, solange der Stechrüssel noch nicht fest in der Haut verankert ist. Bei mehreren Stichen sind diese oft in geraden Reihen angeordnet.
Der Speichel der Wanze ruft bei den meisten Menschen erst nach einiger Zeit einen Juckreiz hervor, dieser entspricht in der Stärke etwa dem eines Mückenstiches. Meist wird eine rote Stichquaddel gebildet. Bei einigen Menschen bilden sich kleine flüssigkeitsgefüllte Hautblasen (Bullae). Eine ausgedehntere Hautrötung (ein Erythem) tritt meist nicht auf, sie kann bei vielfachen, nahe beieinander liegenden Stichen bei starkem Befall vorkommen. Die lokale Stichreaktion ist individuell verschieden und kann auch völlig fehlen. Bei wiederholtem, stärkerem Befall kann es irgendwann zu allergischen Reaktionen kommen.
Bettwanzenstiche sind nicht von denen anderer stechender oder beißender Insekten zu unterscheiden. Da jedoch die meisten stechenden Insekten im Sommer und Herbst aktiv sind, stammen Stiche im Winter und Frühjahr mit erhöhter Wahrscheinlichkeit von Bettwanzen.
Die Stiche sind meist in Gruppen oder in einer Reihe angeordnet, können aber auch einzeln auftreten.
Der Speichel der Bettwanzen enthält betäubende Wirkstoffe, gerinnungshemmende Enzyme und eine Substanz zur Erweiterung der Blutgefäße. Bei empfindlicheren Menschen und solchen, die auf Bettwanzenstiche hoch allergisch reagieren, kann es nach extrem vielen Stichen zu Unbehagen kommen, ein Bericht nennt auch eine Sehstörung. Großflächige Hautentzündungen sind Sekundärinfektionen nach Kratzen geschuldet.

Hautzustand beim Menschen nach Bettwanzenstichen

Die ausgewachsenen Wanzen sind zwar gut zu erkennen, werden tagsüber aber meist nur bei gezielter Suche entdeckt. Bei starkem Befall bleiben auf dem Bett oder in Ritzen, die den Wanzen als Versteck dienen, etliche kleine schwarze Punkte zurück (Kotflecke). Der vielfach berichtete charakteristisch süßliche Geruch im Zimmer tritt nur bei extremem Befall auf. Der mit dem Duft von Korianderpflanze und ihren frischen Früchten oder auch Bittermandel verglichene Duft stammt dagegen von der Alarmsubstanz der Wanzen.
In Studien konnte bisher keine realistische Übertragung von Krankheiten nachgewiesen werden. Insgesamt wurden zwar 28 verschiedene Krankheitserreger in den Bettwanzen nachgewiesen, unter anderem auch das Hepatitis-B-, das Hepatitis-C- und das HI-Virus, jedoch kommt es hierbei nicht zu einer Reproduktion der Erreger und damit nicht zur Infektiosität. Für die Übertragung von Hepatitis B, Hepatitis C und HIV fehlen wissenschaftliche Belege.
Eine Infektion, insbesondere mit Hepatitis B, ist nicht auszuschließen. Da das Hepatitis-B-Virus sich jedoch nicht in der Wanze vermehrt, sind nur folgende Übertragungswege denkbar (siehe Virusinfektion): Töten der Tiere durch Zerquetschen mit der Hand bei Verletzungen der Haut, Kontakt mit den tierischen Ausscheidungen und Unterbrechung des Saugvorganges, bei der halbverdautes Material wieder herausgewürgt werden kann.
Forscher der Universität von Pennsylvania haben jedoch 2014 herausgefunden, dass Bettwanzen Trypanosoma cruzi, den einzelligen Parasit und Erreger der Chagas-Krankheit, übertragen können.
Michael Levy hat in seinem Labor in der peruanischen Stadt Arequipa Mäuse mit Trypanosoma cruzi infiziert und stellte dann fest, dass sich Bettwanzen bei den infizierten Mäusen anstecken konnten und anschließend ihrerseits wiederum andere Mäuse mit dem Parasiten infiziert haben. Trypanosoma cruzi kann jedoch nicht über den Speichel der Wanzen übertragen werden, aber der Parasit gelangt in den Körper, wenn eine Wanze auf die Haut kotet und der Wirt den Kot in die Bisswunde kratzt. Nach Ansicht von Michael Levy besteht kein Zweifel daran, dass wenn Trypanosoma cruzi „die Haut einer Maus passieren kann, dann auch die Haut eines Menschen“.
Des Weiteren ist nunmehr nachgewiesen, dass Bettwanzen auch das Bakterium Bartonella quintana, den Erreger des Fünf-Tage-Fiebers, übertragen können.

## Bekämpfung
Die Bettwanzenbekämpfung ist beratungs- und arbeitsintensiv und kann in Räumen mit vielen Ritzen und engen Nischen meist nur von einem Kammerjäger durch Wärmeentwesung oder mit Insektiziden erfolgreich durchgeführt werden. Vor der Bekämpfung erfolgt eine Befallsermittlung. Neben den erwachsenen Tieren selber sind die Spuren des flüssigen schwarzen Kots (z. B. an der Seite des Lattenrosts) sowie unter Umständen die Häutungshüllen an den Verstecken der Tiere gut mit dem Auge zu erkennen.

### Vorbeugung
Ob Bettwanzen wie Mücken vom erhöhten Kohlenstoffdioxidgehalt der Atemluft von Menschen und Tieren angezogen werden, ist noch nicht belegt. Jedoch scheinen von Säugetieren ausgeschiedene Stoffe (Kairomon) von den Wanzen detektierbar zu sein. Es wurde festgestellt, dass Wanzen häufiger benutzte als frisch gewaschene Kleidung aufsuchen.
Bettwanzen werden in der Regel im Gepäck von Reisenden verbreitet. Die Tiere befinden sich in getragenen Kleidungsstücken oder verwenden die Gepäckstücke nach erfolgtem Stich als Versteck. Sie können monatelang ohne Nahrungsaufnahme überleben.
Ein französisches Ministerium (Ministère de la Cohésion des territoires) empfahl Reisenden 2020, Hotelzimmer nach Bettwanzen abzusuchen, Koffer nicht auf dem Bett oder Boden abzustellen und die Kleidung nach der Reise möglichst bei 60 Grad zu waschen.
Häufig sind Unterkünfte mit Mehrbettzimmern für Rucksackreisende betroffen. Das Umweltbundesamt empfiehlt hier:
- Bettgestell und Lattenrost sowie Möbelstücke, Bilderrahmen, Lichtschalter, Steckdosen, Scheuerleisten und Kabelkanäle in unmittelbarer Umgebung des Bettes nach Tieren und schwarzen Kotflecken untersuchen.

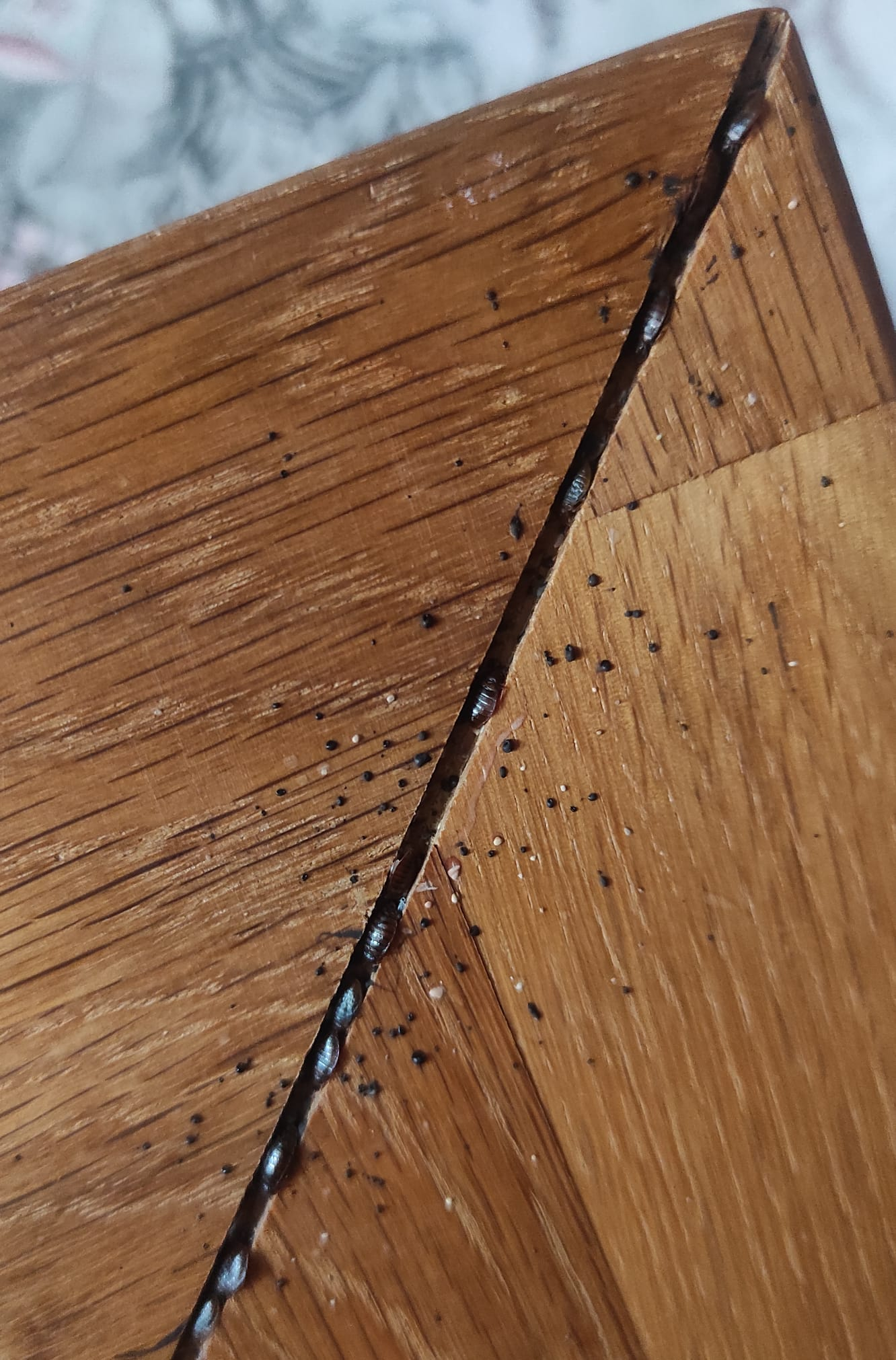
Bettwanzenbefall an Bettrahmen

- Gebrauchte Wäsche in verschlossenen Plastikbeuteln aufbewahren, damit Bettwanzen nicht von menschlichen Duftstoffen angelockt werden.
- Rucksäcke und Taschen aufhängen oder erhöht und möglichst weit von der Schlafstelle entfernt aufbewahren sowie eventuell ebenfalls luftdicht in einem Plastikbeutel verschließen.
- Bei Verdacht die Taschen in der Dusch- oder Badewanne oder über einer hellen Unterlage ausschütteln, um die Tiere erkennen und töten zu können.

### Physikalische Bekämpfungsverfahren
Wegen der gesundheitsschädlichen Wirkung und des Resistenzproblems bei der Verwendung von Insektiziden kommt der Wanzenbekämpfung mit physikalischen Mitteln wieder eine größere Bedeutung zu.
In Räumen ohne Spalten und Ritzen, die Bettwanzen wenige Verstecke bieten und sich leicht kontrollieren lassen, ist es möglich, die Wanzen manuell zu entfernen.
An mehreren Stellen wird das Bestäuben der Bereiche um das Bett mit Kieselgur oder das Ausstreuen eines kleinen Walls aus Kieselgur von etwa einem halben Millimeter Höhe rund um das Bett empfohlen. Der Chitinpanzer der Bettwanzen wird durch das Kieselgur beschädigt und die Bettwanzen sterben nach einigen Tagen durch Austrocknung.
Möbel können mit den Füßen in Gefäße mit glatter Wandung oder mit Wasserfüllung gestellt werden, um den Befall festzustellen und die Mobilität der Tiere einzuschränken. Kommerziell erhältliche Sammelgefäße ähneln Aschenbechern, die um die mittlere Mulde herum noch einen umlaufenden, vertieften Ring (ähnlich einem Burggraben) besitzen. Die äußeren Wandungen des Rings sind weniger steil geneigt oder besitzen eine rauere Oberfläche, so dass die Tiere in den Ring hinein, aber nicht wieder heraus gelangen können. Um den Effekt zu verstärken, können die inneren Wandungen leicht mit Talkum bestäubt werden.
Eine thermische Bekämpfung lässt sich mit geringen Nebenwirkungen durchführen, da alle Lebensstadien von C. lectularius bei einer Temperatur von 46 °C nach sieben Minuten absterben. Zur sogenannten Wärmeentwesung wird die Zimmertemperatur in der Regel über eineinhalb Tage auf ca. 55 °C erhöht, um sicherzugehen, dass die kritische Temperatur auch in allen Nischen, Vertiefungen und Spalten erreicht wird.
Auch das Waschen oder Trocknen von Textilien bei Temperaturen von über 45 °C tötet Wanzen und Eier. Eine Wäsche bei 40 °C tötet die Wanzen, jedoch nur rund ein Viertel der Eier ab. Bei Nutzung eines Wäschetrockners sollte die Temperatur über 30 Minuten gehalten werden.
Alternativ können Kleidung und Bettwäsche im Tiefkühlschrank oder im Winter außerhalb des Hauses mindestens zwei Stunden lang Temperaturen von −17 °C oder kälter ausgesetzt werden, um Wanzen und Eier zu töten. Wenn mehrere Kilogramm Wäsche auf einmal tiefgekühlt werden sollen, dann kann es bis zu acht Stunden dauern, bis die gesamte Menge auch im Inneren genügend abgekühlt ist. Zur Sicherheit sollten die Gegenstände daher mindestens zehn Stunden im Tiefkühlschrank belassen werden. Teilweise wird auch ein Zeitraum von drei Tagen empfohlen.
Anscheinend überleben die Wanzen keine erhöhten Kohlendioxid-Konzentrationen, während eine fast reine Stickstoff-Atmosphäre auch nach längerer Dauer kaum einen wahrnehmbaren Effekt hat.

### Traditionelle Verfahren
Ein anderes Verfahren wird schon seit Jahrhunderten auf dem Balkan, vor allem in Bulgarien und Serbien, angewendet. Hierbei werden abends rund um das Bett Blätter der Bohnenpflanze ausgestreut. Die in der Nacht in Richtung Bett wandernden Bettwanzen bleiben an den Blättern hängen und sammeln sich dort an. Am Morgen werden die Blätter dann eingesammelt und zusammen mit den daran haftenden Insekten verbrannt. Seit langem schon vermutet man, dass die mikroskopisch kleinen Pflanzenhärchen (Trichomen) auf der Blattoberfläche für den erstaunlichen Effekt verantwortlich sind, indem sie sich mit den Beinen der Tiere verhaken. Elektronenmikroskopische Untersuchungen offenbarten, dass die häkchenartigen Trichome das Festhalten der Tiere offenbar durch zwei unterschiedliche Mechanismen bewirken. Bei dem ersten, eher kurzfristigen und reversiblen Festhaltemechanismus legen sich die Härchen lediglich um die Beine der Tiere, vergleichbar mit der Mechanik eines Klettverschlusses. Zwar können sich die Tiere hier wieder befreien, nach wenigen weiteren Schritten bleiben sie dann jedoch endgültig hängen. Der Grund ist, dass die scharfen Spitzen der Trichomen wie winzige Spieße durch die Füße der Wanzen dringen – die Bohnenblätter stellen für die Tiere somit eine Falle dar, aus der sie sich nicht mehr befreien können. Basierend auf dem Vorbild des Bohnenblattes versuchen Forscher derzeit, einen künstlichen Wanzenfänger zu entwickeln.

### Insektizide
Die primäre Strategie zur Bekämpfung von Bettwanzen beruhte viele Jahre lang hauptsächlich auf dem Einsatz von Insektiziden. Nach dem Zweiten Weltkrieg führte der weitverbreitete Einsatz von Dichlordiphenyltrichlorethan (DDT) und anderen synthetischen Insektiziden – heute werden hauptsächlich Pyrethroide eingesetzt – sowohl in Europa als auch in den Vereinigten Staaten zu einem massiven Rückgang des Bettwanzenbefalls. Auch ist es aufgrund verbesserter hygienischer Bedingungen – Wohnungen werden auch in eher versteckten Ecken häufiger und gründlicher gesäubert – für die Bettwanzen schwerer geworden, geschützte Orte für ihre Eiablage zu finden.
Nach der Jahrtausendwende stiegen die Populationen wieder an. Vor allem in den Vereinigten Staaten, aber auch in Europa werden sie heute immer häufiger beobachtet, besonders betroffen scheinen öffentliche Gebäude in Großstädten wie Hotels, Kinos und Krankenhäuser zu sein. Als entscheidender Grund für das weltweite Wiederauftreten von Bettwanzen wird angenommen, dass die Insekten mittlerweile vielfach Resistenzen gegen die gängigen Insektizide entwickelt haben.
Als weiterer Grund für das wieder gehäufte Auftreten der Parasiten kommen zudem die veränderten Behandlungsmethoden in Frage. Bis in die 1990er Jahre hinein wurde z. B. bei einer Schabenbekämpfung der gesamte Raum mit Insektiziden begast. Eventuell sich im selben Raum befindende Bettwanzen wurden somit gleichzeitig abgetötet. Heute werden Schaben mit Fraßködern bekämpft, auf die Bettwanzen nicht reagieren.
In einer Bekanntmachung führt das Bundesinstitut für gesundheitlichen Verbraucherschutz und Veterinärmedizin (BgVV) die für die Bekämpfung von Bettwanzen genehmigten Mittel auf:
- Mittel mit Sofort-, aber ohne Langzeitwirkung (d. h. Tilgungswirkung hält in der Regel nur bis zu zwei Wochen vor) zur Vernebelung mit Kaltnebelgeräten mit dem Wirkstoff Pyrethrum mit Piperonylbutoxid: Handelsnamen Detmolin P sowie Detia Professional Raumnebel XL, jeweils in einer Dosierung von 6 ml/m³.
- Mittel mit Langzeit- sowie gegebenenfalls Sofortwirkung in Druckzerstäuberdosen mit dem Wirkstoff Beta-Cyfluthrin: Handelsnamen Responsar SC, Konzentration, 0,2 %, Anwendungsmenge 50–200 ml/m² sowie Responsar SC 2.5, Konzentration 0,6 %, Anwendungsmenge 50 bis 100 ml/m². Beide sind besonders zur Abtötung versteckt lebender Schädlinge geeignet; die Schlupfwinkel und Anlaufwege werden gezielt aus kurzer Entfernung besprüht.
- Stäubemittel mit Wirkstoff Propoxur: Handelsnamen Blattanex oder Baygon Staub.[52]

Bis in die 1990er Jahre kam unter anderem Chlorpyrifos als Mittel mit Langzeitwirkung zur Anwendung, welches jedoch gemäß der EG-Biozid-Richtlinie 98/8/EG ab August 2008 nicht mehr in Verkehr gebracht werden durfte.
In den USA wird unter anderem Sulfurylfluorid zur Vernebelung eingesetzt. Es verflüchtigt sich rückstandsfrei. Jedoch kam es zu Gesundheitsschäden, wenn Bewohner die behandelten Räume wieder betraten, bevor diese ausreichend gelüftet waren.
Eine Untersuchung im Jahre 2008 an drei Bettwanzen-Populationen aus Hühnerzuchtanlagen im US-Staat Arkansas untersuchte verschiedene Insektizide und listete sie in absteigender Reihenfolge entsprechend ihrer Wirksamkeit auf: λ-Cyhalothrin, Bifenthrin, Carbaryl, Imidacloprid, Fipronil, Permethrin, Diazinon, Spinosyn, Dichlorvos, Chlorfenapyr und DDT. λ-Cyhalothrin gehört zu den Pyrethroiden und wurde bislang vorwiegend zur Behandlung von Baumwoll-Plantagen eingesetzt, so dass Bettwanzen, im Gegensatz zu DDT und anderen bereits zu ihrer Bekämpfung verwendeten Mitteln, ihm gegenüber noch keine Resistenz entwickelt haben.